# Пламен Проданов
Пламен Проданов е бивш футболист, защитник.
Роден е на 28 февруари 1963 г. в Мъдрец. Играл е за Сливен (1982 – 1989, 141 мача и 2 гола), Етър (1989 – 1993), Славия (1993 – 1995, 37 мача и 1 гол), Раковски (1995/ес., 6 мача), Монтана (1995 – 1997, 48 мача и 3 гола) и Черноморски спортист (до пролетта на 2004 г.). Шампион на България и носител на Купата на БФС през 1991 г. с Етър и финалист за Купата на ПФЛ през 1996 г. с Монтана. В евротурнирите е изиграл 4 мача (2 за Етър в КЕШ и 2 за Сливен в КНК). Има 4 мача за националния отбор.